# Octopus cyanea
El gran pulpo azul o pulpo del día (Octopus cyanea) es una especie de cefalópodo perteneciente a la familia de los octopódidos. Habita tanto en el océano Pacífico como en el Índico, desde Hawái a la costa oriental de África. Habita en aguas abiertas, teniendo su mayor densidad en los arrecifes de coral. El espécimen tipo fue recogido en las aguas territoriales de Australia y actualmente se encuentra en el Museo de Historia Natural de Londres. Es el único octópodo que caza durante el día.

## Características físicas
Su piel se encuentra recubierta de cromatóforos que le permiten cambiar color y crear diversos patrones, lo que utiliza con fines de camuflaje y durante el cortejo de apareamiento. La misma está compuesta por dos capas, la interna posee tres tipos de pigmentos: café, amarillo y rojo, mientras que la externa no tiene ningún color. El cambio de color en la piel se da por medio de la expansión y contracción de los cromatóforos y el reflejo de la luz sobre ellos. Además puede alterar su textura por medio de la contracción de los músculos subcutáneos. 
El manto llega a alcanzar los 16 cm de longitud y con los tentáculos extendidos puede superar los 80 cm.